# Débora Lyra
Débora Lyra (Divinópolis, 26 settembre 1989) è una modella brasiliana, incoronata Miss Brasile 2010 il 10 gennaio 2010.
Inizia a lavorare come modella all'età di otto anni, e nei primi anni dell'adolescenza comincia a partecipare a vari concorsi di bellezza. All'età di quindici anni si prende una pausa di quattro anni dal mondo della moda, per lavorare in una azienda di esportazione di caffè ed aiutare economicamente la propria famiglia.
A diciotto anni Débora Lyra vince il concorso di Miss Minas Gerais 2010, ed ottiene il diritto di rappresentare lo Stato di Minas Gerais a Miss Brasile 2010. La modella quindi partecipa a Miss Universo 2010 il 23 agosto 2010 a Las Vegas, ma non riesce ad ottenere piazzamenti degni di nota.
In precedenza aveva vinto il concorso Top Model of the World 2008/2009, che si era tenuto a Berlino.